# Самая красивая (фильм)
«Самая красивая» (итал. Bellissima) — кинофильм режиссёра Лукино Висконти, вышедший на экраны в 1951 году. В фильме рассказывается история женщины, которая стремится сделать свою дочь кинозвездой. За эту роль Анна Маньяни получила премию «Серебряная лента» Итальянского национального синдиката киножурналистов.

## Сюжет
В Риме для съёмок в фильме известного режиссёра ищут маленькую девочку. Многие матери приводят на отбор своих дочерей. Дочь Маддалены Чеккони, маленькая Мария, одна из тех, кто проходит предварительный отбор.
Маддалена радуется предстоящей судьбе дочери и начинает суетиться. Она делает всё, чтобы добиться для дочери роли, знакомится с сотрудником киностудии, мелким помощником, который вымогает у неё деньги, гарантируя, что сможет повлиять на решение режиссёра. Маддалена отдаёт ему деньги, с трудом накопленные ей и мужем, отложенные на новый дом, в надежде на помощь. Но парень покупает на эти деньги мопед, даже не собираясь помогать Марии.
Маддалена пробирается на студию во время просмотра кинопроб, и видит, как вся съёмочная группа смеётся над записью её дочери. Устроив скандал, она забирает ребёнка и уезжает.
В результате всех мытарств, когда режиссёр выбирает, наконец, Марию на роль и присылает к ней своих ассистентов, Маддалена отказывается подписать контракт, потому что понимает, что не способна обречь дочь на пожизненное унижение ради денег.

## В ролях
- Анна Маньяни — Маддалена Чеккони
- Вальтер Кьяри — Альберто Анновацци
- Тина Апичелла — Мария Чеккони
- Гастоне Ренцелли — Спартако Чеккони
- Текла Скарано — Тильде Спернанцони
- Артуро Брагалья — фотограф
- Алессандро Блазетти — режиссёр (камео)